# Who Are You (canção)
"Who Are You" é uma canção composta por Pete Townshend, faixa-título do álbum Who Are You, lançado pelo grupo de rock britânico The Who em 1978. Saiu como single lado A duplo, juntamente com "Had Enough" (composição de John Entwistle), em julho do mesmo ano, alcançando o 14.° lugar nas paradas dos Estados Unidos e 7.° no Canadá.
Foi utilizada como tema de abertura das séries de televisão CSI: Crime Scene Investigation e CSI: Vegas.

## Na cultura popular
- "Who Are You" foi usada como tema de abertura da série CSI: Crime Scene Investigation.[4]
- Uma versão modificada foi utilizada na abertura do episódio "Fish in a Drawer", da série Dois Homens e Meio.[5]
- Uma versão abreviada foi tocada durante o show do intervalo do Super Bowl XLIV.[6]
- Louis C.K. canta a canção no episódio "Country Drive", da série Louie.[7]
- A canção voltou a ser utilizada na série derivada de CSI, CSI: Vegas.[4]

## Posição nas paradas musicais
| Parada (1978)                      | Melhor posição |
| ---------------------------------- | -------------- |
| Canadá (RPM Top Singles)           | 7              |
| Países Baixos (Single Top 100)     | 44             |
| Nova Zelândia (Recorded Music NZ)  | 23             |
| Reino Unido (UK Singles Chart)     | 18             |
| Estados Unidos (Billboard Hot 100) | 14             |

## Certificações
| Região                                                                                                  | Certificação | Vendas   |
| --- | ------------ | -------- |
| Reino Unido (BPI)                                                                                       | Prata        | 200,000^ |
| *números de vendas baseados somente na certificação ^números de vendas baseados somente na certificação |              |          |